# Forte da Archeira
O Forte da Archeira é um forte localizado no Município de Torres Vedras, Distrito de Lisboa, em Portugal. É também hoje conhecido como Reduto do Furadouro e era apelidado de “Cheira” na altura da construção. A construção começou em 1810 como parte da primeira das três Linhas de Torres Vedras, que eram linhas defensivas para proteger a capital portuguesa da invasão pelos franceses durante a Guerra Peninsular (1807-14) ou, em caso de derrota, para proteger o embarque de um exército britânico em retirada.

## O forte

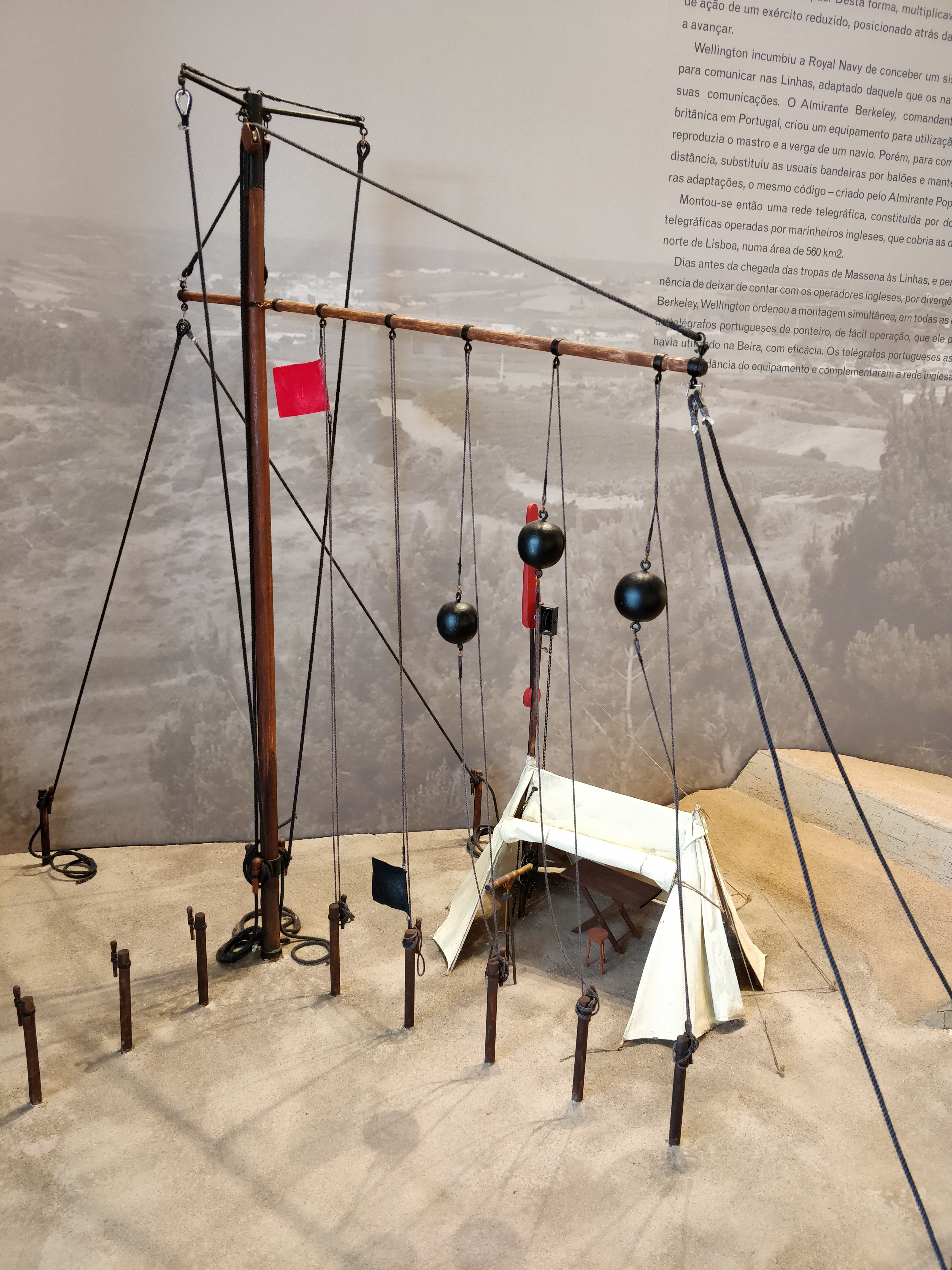
Um modelo do sistema de comunicação

O forte foi uma das estações de sinalização das Linhas de Torres Vedras. Através de um sistema de sinalização telegráfica óptica, podia comunicar com o Forte de Alqueidão a sudeste e com o Forte de São Vicente a norte de Torres Vedras e com a costa atlântica.

## Restauração
O forte sofreu algumas obras de restauro aquando das comemorações do 200º aniversário das Linhas de Torres Vedras mas pouco da estrutura original permanece visível. A entrada para uma pequena arrecadação pode ser vista.